# 10월 4일
10월 4일은 그레고리력으로 277번째(윤년일 경우 278번째) 날에 해당한다.

## 사건
- 1853년 - 크림 전쟁 발발.
- 1890년 - 미국 유타주 몰몬교도들, 일부다처제 폐지.
- 1955년 - 중국 공산당 7기 6중전회(확대)개최 (∼11일); <농업협동화의 문제에 관한 결의> 채택; <8차당대회의 명부및 선거방법에 대한 규정> 채택.
- 1960년 - 이스턴항공 375편 록히드 L-188 일렉트라 여객기가 매사추세츠주 보스턴의 로건 국제공항을 이륙하던 중 조류 충돌로 추락, 탑승객 72명 중 62명이 사망하다.
- 1966년 - 레소토, 영국로부터 독립하다.
- 1979년 - 신민당 총재 김영삼이 국회의원직에서 제명되다. 이 사건은 부마 항쟁으로 이어지게 된다.
- 1990년 - 윤석양 이병, 국군 보안사령부의 사회저명인사 1천300여 명에 대한 사찰 사실 폭로.
- 1992년 -
  - 강원도 원주 여호와의 증인 왕국회관 방화 교회방화범 원언식 방화미수혐의로 구속되다. (사망 15명,부상 36명)
  - 엘알 이스라엘 항공 1862편 추락 사고 발생.
- 1996년 - 대한민국 헌법재판소, 공연윤리위원회의 영화사전심의가 사전 검열 행위로 위헌이라고 결정.
- 1999년 - 대한민국 월성3호기 원자로 누설로 작업자 22명 방사능 피폭
- 2000년 - 유고슬라비아의 슬로보단 밀로셰비치 정권이 붕괴
- 2001년 -
  - 대한민국과 조선민주주의인민공화국, 금강산여관에서 금강산 관광 활성화를 위한 남북 당국간 회담 개최
  - 흑해 해상에서 시베리아 항공 1812편 격추 사건이 발생하여 승무원 12명, 승객 66명 전원이 사망하다.
- 2007년 - 10·4 남북정상선언
- 2015년 - 인천광역시 중구 팔미도에서 연안부두를 오가던 유람선이 접안 중 사고가 발생해 72명이 부상을 입었다.

## 문화
- 1582년 - 교황 그레고리오 13세가 율리우스력을 개정하여 그레고리력을 시행하다.
- 1883년 - 파리에서 루마니아의 지우르지우를 잇는 오리엔트 특급이 개통되다.
- 1935년 - 일제강점기: 한국 최초의 발성영화 《춘향전》, 단성사에서 개봉
- 1950년 - 주한 미군방송(AFKN) 라디오, 서울서 첫 전파 발사.
- 1957년 - 소비에트 연방이 지구 궤도에 오른 첫 인공위성인 스푸트니크 1호를 발사하다.
- 1959년 - 소비에트 연방이 우주선 루나 3호를 발사하다.
- 1985년 - 자유 소프트웨어 재단 설립.
- 1992년 - 정지영 감독의 《하얀 전쟁》 제 5회 도쿄국제영화제서 최우수 작품ㆍ감독상 수상
- 2002년 - KBS청주방송총국이 사직동 시대를 마감하고, 성화동에서 신사옥 시대를 시작.
- 2012년 - 대한민국 경상남도에서의 지상파 아날로그 텔레비전 방송 종료
- 2014년 - 제17회 아시안 게임이 대한민국 인천광역시 인천아시아드주경기장에서 폐막했다.

## 탄생
- 1289년 - 프랑스의 왕 루이 10세. (~1316년)
- 1626년 - 잉글랜드 공화국의 호국경, 정치인 리처드 크롬웰. (~1712년)
- 1814년 - 프랑스의 화가 장프랑수아 밀레. (~1875년)
- 1822년 - 미국의 제19대 대통령 러더퍼드 B. 헤이스. (~1893년)
- 1861년 - 대한제국의 독립운동가 이승연. (~1933년)
- 1891년 - 프랑스의 조각가 앙리 고디에브르제스카. (~1915년)
- 1895년 - 미국의 배우 버스터 키턴. (~1966년)
- 1916년 - 러시아의 물리학자 비탈리 긴즈부르크. (~2009년)
- 1921년 - 페루의 정치인 프란시스코 모랄레스 베르무데스. (~2022년)
- 1923년 - 미국의 영화 배우 찰턴 헤스턴. (~2008년)
- 1935년 - 독일의 배우 호르스트 얀존. (~2025년)
- 1936년 - 오스트리아의 건축가 크리스토퍼 알렉산더. (~2022년)
- 1937년 - 미국의 정치인, 휴스턴의 첫 흑인 시장 리 브라운.
- 1940년 - 대한민국의 행정학자 김광웅. (~2019년)
- 1941년 - 미국의 극작자 로버트 윌슨. (~2025년)
- 1943년 - 미국의 야구 선수, 야구 지도자 지미 윌리엄스. (~2024년)
- 1946년
  - 미국의 배우 수전 서랜던.
  - 대한민국의 만화가 이원복.
- 1948년 - 미국의 기업인, 정치인 린다 맥마흔.
- 1952년 - 이탈리아의 배우 안토넬로 파사리. (~2025년)
- 1955년
  - 대한민국의 전 야구 선수, 현 야구 코치 김용희.
  - 아르헨티나의 전 축구 선수 호르헤 발다노.
  - 대한민국의 전 야구 선수, 현 야구 코치 유지훤.
- 1956년 - 오스트리아의 배우 크리스토프 발츠.
- 1957년
  - 대한민국의 희극인 김창준.
  - 미국의 배우 빌 페이거바키.
- 1958년 - 대한민국의 생물학자 박기영.
- 1959년 - 일본의 소설가 쓰지 히토나리.
- 1960년 - 대한민국의 정치인, 제7대 울주군수 이선호.
- 1961년 - 일본의 만화가 타카하시 카즈키. (~2022년)
- 1965년
  - 일본의 성우 네야 미치코.
  - 러시아의 사이버 보안전문가 유진 카스퍼스키.
- 1967년 - 미국의 배우 리에브 슈라이버.
- 1971년 - 네덜란드의 영화 촬영기사 호이터 판호이테마.
- 1973년 - 대한민국의 전 야구 선수, 현 야구 코치 안병원.
- 1975년
  - 대한민국의 배우 김준성.
  - 대한민국의 기자, 기업인 최호림.
- 1976년
  - 이탈리아의 축구 선수 마우로 카모라네시.
  - 미국의 배우 얼리샤 실버스톤.
- 1978년
  - 대한민국의 배우 고수.
  - 캐나다의 기업인 개릿 캠프.
- 1979년
  - 아일랜드의 배우 커트리나 밸프.
  - 대한민국의 성우 김희진.
  - 대한민국의 희극인 홍경준.
  - 대한민국의 가수 김정현.
- 1980년
  - 체코의 축구 선수 토마시 로시츠키.
  - 일본의 성우 타카기 모토키.
- 1981년 - 대한민국의 여행작가 권다현.
- 1982년
  - 대한민국의 래퍼 쇼리 J (마이티 마우스).
  - 대한민국의 배우 우강민.
  - 대한민국의 방송인 그레이스 리.
  - 미국의 전 야구 선수 라이언 사도스키.
- 1983년
  - 대한민국의 바둑 기사 박지은.
  - 일본의 가수 우에다 타츠야 (KAT-TUN
- 1984년 - 대한민국의 뮤지컬 배우 황이건.
- 1985년
  - 대한민국의 배우 서단비.
  - 대한민국의 가수, 배우 한예원.
- 1986년
  - 대한민국의 배구 선수 신영석.
  - 대한민국의 배우 변주은.
  - 멕시코의 가수 유리디아.
- 1987년 - 잉글랜드의 축구 선수 라이언 쇼크로스.
- 1988년
  - 대한민국의 래퍼 유빈 (원더걸스).
  - 미국의 배우 멀리사 베노이스트.
- 1989년
  - 대한민국의 배우 길하라.
  - 대한민국의 배우 이초희.
  - 미국의 배우 다코타 존슨.
  - 대한민국의 축구 선수 구본상.
  - 미국의 야구 선수 케이시 켈리.
  - 미국의 래퍼 리치 호미 콴.[1] (~2024년)
- 1990년 - 대한민국의 야구 선수 이재학 (NC 다이노스).
- 1991년 - 대한민국의 축구 선수 노동건.
- 1992년 - 대한민국의 거문도연주가 박다울.
- 1993년 - 대한민국의 인권운동가 박연미.
- 1994년
  - 대한민국의 가수 류현상.
  - 대한민국의 가수, 싱어송라이터 리밋.
  - 일본의 가수 이와타테 사호.
  - 대한민국의 가수, 래퍼 정일훈 (비투비).
- 1995년 - 대한민국의 가수 정한 (세븐틴).
- 1996년
  - 대한민국의 가수 임주안 (TAN) (위인더존).
  - 대한민국의 가수 전지우 (카드).
  - 대한민국의 야구 선수 엄상백.
  - 대한민국의 아나운서 유미라.
  - 영국의 배우 엘라 벌린스카.
  - 미국의 배우 라이언 리.
- 1997년 - 대한민국의 가수 유주 (여자친구).
- 1998년
  - 미국의 프리스타일 스키 선수 크리스토퍼 릴리스.
  - 세네갈의 축구 선수 무사 와귀에.
- 1999년 - 대한민국의 배우 윤정은.
- 2000년 - 대한민국의 전직 카트라이더 프로게이머 신종민.
- 2001년
  - 대한민국의 리그 오브 레전드 프로게이머 노아.
  - 대한민국의 축구 선수 강지훈.
- 2004년 - 대한민국의 배구 선수 임혜림.
- 2005년
  - 대한민국의 배우 최주은.
  - 벨기에의 왕자 벨기에 왕자 에마뉘엘.

### 미상
- 대한민국의 성우 신온유.
- 대한민국의 온라인콘텐츠창작자 쏠라.

## 사망
- 1669년 - 네덜란드의 화가 렘브란트. (1606년~)
- 1747년 - 스페인의 상인,해적 아마로 파고. (1678년~)
- 1801년 - 조선의 가톨릭 순교자 홍필주. (1773년~)
- 1837년 - 미국의 정치인 아이작 윌버. (1763년~)
- 1947년 - 독일의 물리학자 막스 플랑크. (1858년~)
- 1965년 - 대한민국의 군인 강재구. (1937년~)
- 1970년 - 미국의 싱어송라이터 재니스 조플린. (1943년~)
- 1978년 - 홍콩의 제2대 총독 알렉산더 그랜덤. (1899년~)
- 1982년 - 캐나다의 피아니스트 글렌 굴드. (1932년~)
- 1996년
  - 일본의 영화 감독 고바야시 마사키. (1916년~)
  - 이탈리아의 축구 선수, 축구 감독 실비오 피올라. (1913년~)
- 2007년
  - 대한민국의 스케이트 선수 김민우. (1986년~)
  - 대한민국의 군인 오영환. (1924년~)
- 2009년 - 일본의 전 재무상 나카가와 쇼이치. (1953년~)
- 2013년 - 베트남의 군사 지도자 보응우옌잡. (1911년~)
- 2019년 - 미국의 영화배우 다이앤 캐럴. (1935년~)
- 2020년
  - 대한민국의 사회학자 이효재. (1924년~)
  - 미국의 영화배우 아멜리아 맥퀸. (1952년~)
  - 프랑스의 패션디자이너 다카다 겐조. (1939년~)
- 2021년
  - 대한민국의 배우 남문철. (1971년~)
  - 대한민국의 가수 심연옥. (1928년~)
  - 미국의 야구 선수 에디 로빈슨. (1920년~)
- 2022년
  - 대한민국의 정치인 김동길. (1928년~)
  - 미국의 싱어송라이터 로레타 린. (1932년~)
- 2024년
  - 대한민국의 정치인 백영기. (1941년~)
  - 대한민국의 지방의원 육미선. (1966년~)
  - 일본의 요리사, 배우 하토리 유키오. (1945년~)

## 기념일
- 추석 - 2017년, 2036년, 2047년
- 세계 동물의 날
- 세계 우주주간 축제(World Space Week) 시작일

## 기타
- 서태지의 3번째 솔로 앨범인 Seotaiji 7th Issue에 `10월 4일`이라는 곡이 있다.

## 같이 보기
- 전날: 10월 3일 다음날: 10월 5일 - 전달: 9월 4일 다음달: 11월 4일
- 음력: 10월 4일
- 모두 보기